# Рейтерн, Александр Гергардович
Александр Евграфович (Гергардович) Рейтерн (нем. Alexander Gerhard Georg Josef von Reutern) (6 [18] апреля 1824, Лифляндская губерния — 17 [29] июля 1879, Берлин) — генерал-адъютант, генерал-лейтенант, командир лейб-гвардии Драгунского полка (1866—1870), Таврический губернатор (1871—1873).

## Биография
Родился в семье художника Гергарда Рейтерна; получил домашнее образование.
В 1838 г. был определён в Дворянский полк, 21 апреля 1842 г. зачислен на службу юнкером в лейб-кирасирский Наследника Цесаревича полк, в составе его с 30 мая по 26 октября 1849 г. совершил поход для оказания помощи Австрии в усмирении восстания в Венгрии.
5 июня 1850 г. назначен адъютантом к главнокомандующему действующей армией, участвовал в войне с Турцией 1854 года. С 4 мая находился при осаде крепости Силистрии, участвовал в боях по 11 июня; за храбрость и мужество был награждён орденами св. Анны 3-й и св. Владимира 4-й степени с бантом. 25 января 1856 г. был назначен флигель-адъютантом к Его Величеству.
Был опекуном своего племянника Павла Жуковского, сына поэта В. А. Жуковского.
26 августа 1856 г. переведён в лейб-гвардии Гусарский Его Величества полк. С 16 апреля 1857 г. отчислен из полка, состоял при особе Его Величества; в этой должности сопровождал императора во время Высочайших смотров в Ковно и Варшаву (1858), в Умань и Варшаву (1859), в Тверь и Москву (1860, 1861), в Елисаветград (1861) и Ригу (1862). Неоднократно выполнял особые поручения по наблюдению за правильностью распоряжений по призыву отпускных чинов. После манифеста 1861 г. об освобождении крестьян 3 марта был командирован в Екатеринославскую губернию по крестьянскому делу.
23 апреля 1861 г. произведён в полковники. С 3 февраля 1866 г. — командующий лейб-гвардии Драгунским полком; 30 августа 1867 г. произведён в генерал-майоры с утверждением в должности командира полка и назначением в Свиту Его Величества.
С 12 октября 1870 г. причислен к Министерству внутренних дел, 19 января 1871 г. назначен Таврическим губернатором с оставлением в Свите Его Величества и по гвардейской кавалерии.
С 25 июня 1873 г. назначен состоять при Императоре Германском и переехал в Берлин. Находясь в этой должности, 30 августа 1876 г. был пожалован в звание генерал-адъютанта, 3 декабря 1877 г. произведён в генерал-лейтенанты.
Умер в Берлине 17 июля 1879 года.

### Семья
- Отец — Евграф Романович Рейтерн (1794—1865), художник;
- Мать — Шарлотта фон Швертцелль (1797—?).
- Жена — Елизавета Павловна Лазарева-Станищева.
- Сын — Владимир (08.08.1863; Висбаден— ?)
- Дочь — Елизавета (ок. 1860 г.р. — ум. 31 декабря 1895 г. в возрасте 35 лет)
- Дочь — Августа (ок. 1861 г.р. — ум. 2 октября 1882 г. в возрасте 21 года)
- Сын — Георгий (8 августа 1863 г.)
- Сын — Борис (19 января 1876 г.)

## Награды
- орден Святой Анны 3-й степени с бантом (1855)
- орден Святого Владимира 4-й степени с бантом (1855)
- орден Святого Владимира 3-й степени (1869)
- Орден Святого Станислава 1-й степени (1871)
- орден Святой Анны 1-й степени (1874)